# Prosopis cineraria
Prosopis cineraria is een kleine, doornige, onregelmatig vertakte boom van 5-10 m hoog. Hij is bijna het hele jaar groen en vormt een open kroon met een dikke, ruwe grijze schors met diepe kloven.

## Beschrijving
De boom komt van nature voor in de droge regio's van India, Pakistan, Afghanistan, Iran en het  Arabisch Schiereiland. De soort is uiterst droogtetolerant, groeit in gebieden met slechts 75 mm jaarlijkse neerslag maar meestal met 150-400 mm. Hij tolereert ook droge seizoenen van acht maanden of meer. Ze is enigszins tolerant voor strenge vorst en voor temperaturen tot 50°C, en groeit tot op een hoogte van 600 m boven zeeniveau. De boom is gevonden in alluviale en groffe, zandige, vaak alkalische bodem, waar de pH kan oplopen tot 9-8. Tevens groeit hij in groepen op zand. Ecotypes die op zeer zoute kustgebieden groeien, zijn ook gesignaleerd. Onder minder extreme omstandigheden, kunnen P. cineraria, vaak in samenwerking met Acacia tortilis, open, droge bossen vormen die belangrijke gemeenschappen zijn in het woestijn-ecosysteem. 
Er is een grote fenotypische variatie tussen individuen in de kroonvorm, groei en vertakking. Zijn wortelgestel is lang en goed ontwikkeld. De groei boven de grond is traag, maar onder de grond dringen de wortels dieper en dieper voor het ondergrondse water. Zeer diepe wortels helpen haar bij het veiligstellen van vaste voet en bij het verkrijgen van vochtleveringen uit diepe bodemlagen. Er is eens vastgesteld dat een hoofdwortel tot 35 meter diepte kon doordringen.

## Hout en vruchten
Het hout is hard, redelijk duurzaam en biedt uitstekend brandhout (5000 kcal/kg). Een rendement van 2,9 m³/ha/jaar is gemeld. De bladeren zijn een beschikbaar en een voedzaam voedergewas, dat gemakkelijk gegeten wordt door veel dieren zoals kamelen, geiten en ezels. Een middelgrote volwassen boom kan 40–60 kg droge bladeren als voedergewas per jaar opleveren. De bladeren bevatten 13,8% ruw eiwit, 20% ruwe vezel en 18% calcium. De boom produceert bladeren tijdens de extreem droge zomer, wanneer de meeste andere bomen bladerloos zijn. De peulen zijn ook goede voedergewassen, met een droge, zoete pulp. De peulen worden ook door mensen in sommige gebieden als een groente gegeten. In Rajasthan worden groene peulen, genaamd sangri, gekookt en gedroogd gegeten. De bloemen zijn waardevol voor de productie van honing. De bast kan worden gebruikt in leerlooierĳen en levert een eetbare lijm. Schors en bloemen worden ook gebruikt in de kruidengeneeskunde.
P. cineraria stabiliseert effectief zandduinen door haar uitgebreide wortelsysteem en kan tegen periodieke begraving. Vanwege een diepe hoofdwortel concurreren de bomen niet voor vocht of voedingsstoffen met gewassen bij de boom. Tijdens het groeiseizoen werpt hij alleen een lichte schaduw en is daarom geschikt voor boslandbouwsystemen. De opbrengsten in semi-aride gebieden worden zelfs verhoogd, als gevolg van een hoger gehalte aan organische stof, stikstof, beschikbaar fosfor, oplosbaar calcium, en een lagere pH.

## Synoniemen
- Acacia cineraria (L.) Willd.
- Adenanthera aculeata (J.Koenig ex Roxb.) W.Hunter
- Mimosa cineraria L.
- Prosopis aculeata J.Koenig ex Roxb.
- Prosopis spicata Burm.f.
- Prosopis spicigera L.